# Lebensform (Botanik)

Einteilung abhängig von der Lage der Erneuerungsknospen

Lebensform ist ein vor allem in der Botanik verwendeter Begriff für Organisationstypen von Organismen, die sich durch gleiche Struktur-, Entwicklungs-, Lebensweise- oder Verhaltenseigenschaften auszeichnen, durch die sie an bestimmte Umweltbedingungen des Habitats angepasst sind. Ein häufig verwendetes Lebensformsystem der Pflanzen ist das von Christen Raunkiær, das die Pflanzen nach der Lage ihrer Überdauerungsknospen gliedert. Andere Systeme teilen Pflanzen nach der Wasserversorgung ihres Standorts, nach Bodenfaktoren oder nach Ernährungsweisen ein. Lebensform und Wuchsform werden häufig synonym verwendet.
Manche Autoren unterscheiden zwischen Lebensform und Lebensformtyp. Dabei ist die Lebensform der gesamte autökologische Komplex von Strukturen und Verhaltensweisen eines Organismus, während der Lebensformtyp aus allen Arten besteht, die aufgrund ihrer ähnlichen Lebensweise einen Komplex ähnlicher Strukturen ausgebildet haben.

## Lebensformen nach Raunkiær

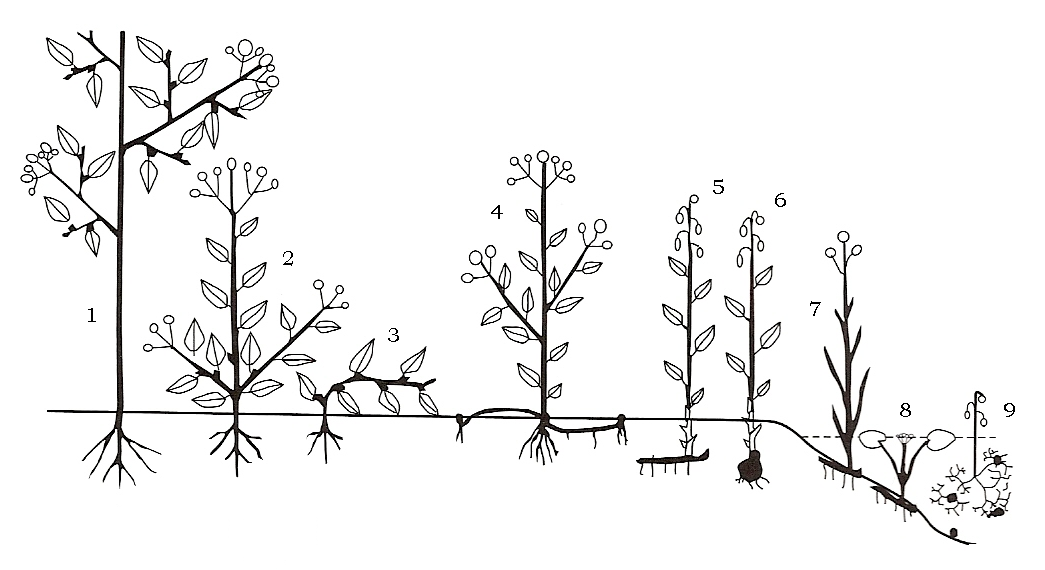
Klassifikation nach Raunkiær

Raunkiær erstellte 1919 ein System der Lebensformen von Pflanzen, indem er die Arten nach der Lage ihrer Überdauerungsknospen gruppierte. Das System wurde in Nordeuropa erstellt und ist heute besonders in Europa weit verbreitet. Die Überdauerung ungünstiger Jahreszeiten umfasst neben kalten Wintern auch trockene Jahreszeiten. Es gibt, nach Erweiterung des Systems etwa durch Ellenberg und Müller-Dombois (1967), folgende Lebensformen:
- Phanerophyten: Überdauerungsknospen mehr als 30 cm über dem Boden. Hierzu zählen vor allem die Bäume und Sträucher.
- Chamaephyten besitzen Knospen, die zwischen einem und 30 cm über dem Boden liegen. Dadurch sind die Knospen meist vom Schnee geschützt und genießen ein bodennahes Mikroklima. Hierzu gehören etwa Zwergsträucher und Polsterpflanzen.
- Hemikryptophyten haben ihre Überdauerungsknospen unmittelbar an der Bodenoberfläche, sodass sie durch die Laubschicht geschützt sind. Die Knospen sitzen häufig an basalen Teilen der vorjährigen Triebe.
- Geophyten bilden im Boden verborgene Überdauerungsorgane und -knospen, die so besonders gut geschützt sind. Der Ausdruck Kryptophyten wird teils synonym verwendet, teils als Oberbegriff zu den eigentlichen Geophyten, den Helophyten und den Hydrophyten.
- Therophyten sind einmal blühende (hapaxanthe), krautige Arten, die ihren Lebenszyklus in weniger als einem Jahr vollbringen und keine Überdauerungsorgane bilden. Die Überwinterung erfolgt durch die Diasporen.

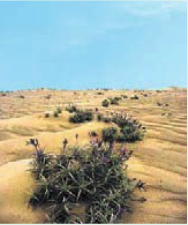
Die Tillandsia landbeckii kann als Aerophyt angesehen werden, da der überwiegende Teil der benötigten Nährstoffe aus der Luft zugetragen wird.

Diese Lebensformen wurzeln alle im Boden und werden als Radikante zusammengefasst. Ihnen werden weitere Gruppen von Pflanzen gegenübergestellt, die nicht im Boden wurzeln:
- Haftende oder adnate Pflanzen sitzen auf anderen Pflanzen. Zu ihnen zählen etwa die Epiphyten sowie verschiedene  parasitische Pflanzen.
- Bewegliche oder errante Pflanzen sind die frei schwimmenden und schwebenden Wasserpflanzen.
- Aerophyten sind Pflanzen, welche ihre Nährstoffe aus Luft und Regenwasser beziehen.[1] Sie wachsen an oft erhöhten Standorten, an denen sich kein Bodensubstrat befindet, beispielsweise Felsen und Sanddünen. Soweit sie auf anderen  Pflanzen wachsen, gehören sie auch zur Gruppe der Epiphyten. Aerophyten sind ausdauernde Pflanzen, deren Wurzeln gering ausgebildet sind. Viele Arten der Gattung Tillandsia gehören zu dieser Gruppe.

## Andere Systeme
Nach dem Wassergehalt des Standortes werden unterschieden:
- Wasserpflanzen (Hydrophyten)
- Sumpfpflanzen (Helophyten)
- Feuchtigkeitspflanzen (Hygrophyten)
- Trockenheitspflanzen (Xerophyten)

Nach dem Bodenfaktor werden unterschieden:
- Kalkpflanzen
- Schwermetallpflanzen (Chalkophyten)
- Salzpflanzen (Halophyten)

Nach der Ernährungsweise werden unterschieden:
- Parasiten, etwa Mykoheterotrophie
- Halbparasiten (Hemiparasiten)
- Fleischfressende Pflanze (Carnivore)

| Abk. | Lebensform            |
| ---- | --------------------- |
| A    | Hydrophyt             |
| C    | krautiger Chamaephyt  |
| G    | Geophyt               |
| H    | Hemikryptophyt        |
| N    | Nanophanerophyt       |
| P    | Phanerophyt           |
| T    | Therophyt             |
| Z    | holziger Chamaephyt   |
| li   | Liane / Spreizklimmer |
| ep   | Epiphyt               |
| hp   | Halbparasit           |
| vp   | Vollparasit           |

## Belege
- Manfred A. Fischer, Karl Oswald, Wolfgang Adler: Exkursionsflora für Österreich, Liechtenstein und Südtirol. 3., verbesserte Auflage. Land Oberösterreich, Biologiezentrum der Oberösterreichischen Landesmuseen, Linz 2008, ISBN 978-3-85474-187-9, S. 107f.
- Matthias Schaefer: Wörterbuch der Ökologie. 4. Auflage, Spektrum Akademischer Verlag, Heidelberg, Berlin 2003, S. 183f. ISBN 3-8274-0167-4

## Weiterführende Literatur
- Christen C. Raunkiær: Types biologiques pour la géographie botanique. Overs. Kongl. Danske Vidensk. Selsk. Forh., 1905, S. 347–437.
- Christen C. Raunkiaer: The Life Forms of Plants and Statistical Plant Geography being The Collected Papers of C. Raunkiaer. Oxford, 1934.
- H. Ellenberg, D. Müller-Dombois: A key to Raunkier plant life forms with revised subdivisions. Ber. Geobot. 37: 56–73, Inst. ETH Stiftung Rübel, Zürich 1967.